# Vlădeni (Dâmbovița)
Pour les articles homonymes, voir Vlădeni.
Vlădeni est une commune du județ de Dâmbovița en Roumanie.